# Frescalalto
Frescalalto ist ein Jazzalbum von Lee Konitz. Die am 30. November und 1. Dezember 2015 in den New Yorker Avatar Studios entstandenen Aufnahmen erschienen 2017 auf Impulse! Records. Es war eines der letzten Alben, das der Saxophonist, der im April 2020 starb, zu Lebzeiten veröffentlichte.

## Hintergrund
Frescalalto wurde Ende 2015 aufgenommen, als Konitz bereits 88 Jahre alt war. Man erlebt Konitz in einer geradlinigen Session, bei der er effektiv vom Trio aus Kenny Barron (Piano), Peter Washington (Bass) und Kenny Washington (Schlagzeug) begleitet wurde; letzterer war auch der Produzent der Session. Das Quartett spielte bekannte Standards wie „Stella by Starlight“, „Cherokee“ und „Out of Nowhere“ sowie einige Konitz-Originale.

## Titelliste
- Lee Konitz: Frescalalto (Impulse! 0602557208733)[2]
  1. Stella by Starlight (Victor Young) 9:35
  2. Thingin (Lee Konitz) 6:26
  3. Darn That Dream  (Jimmy Van Heusen) 5:18
  4. Kary’s Trance (Lee Konitz) 4:58
  5. Out of Nowhere (Johnny Green) 7:27
  6. Gundula (Lee Konitz) 3:26
  7. Invitation (Bronislaw Kaper) 9:20
  8. Cherokee (Ray Noble) 3:56

## Rezeption

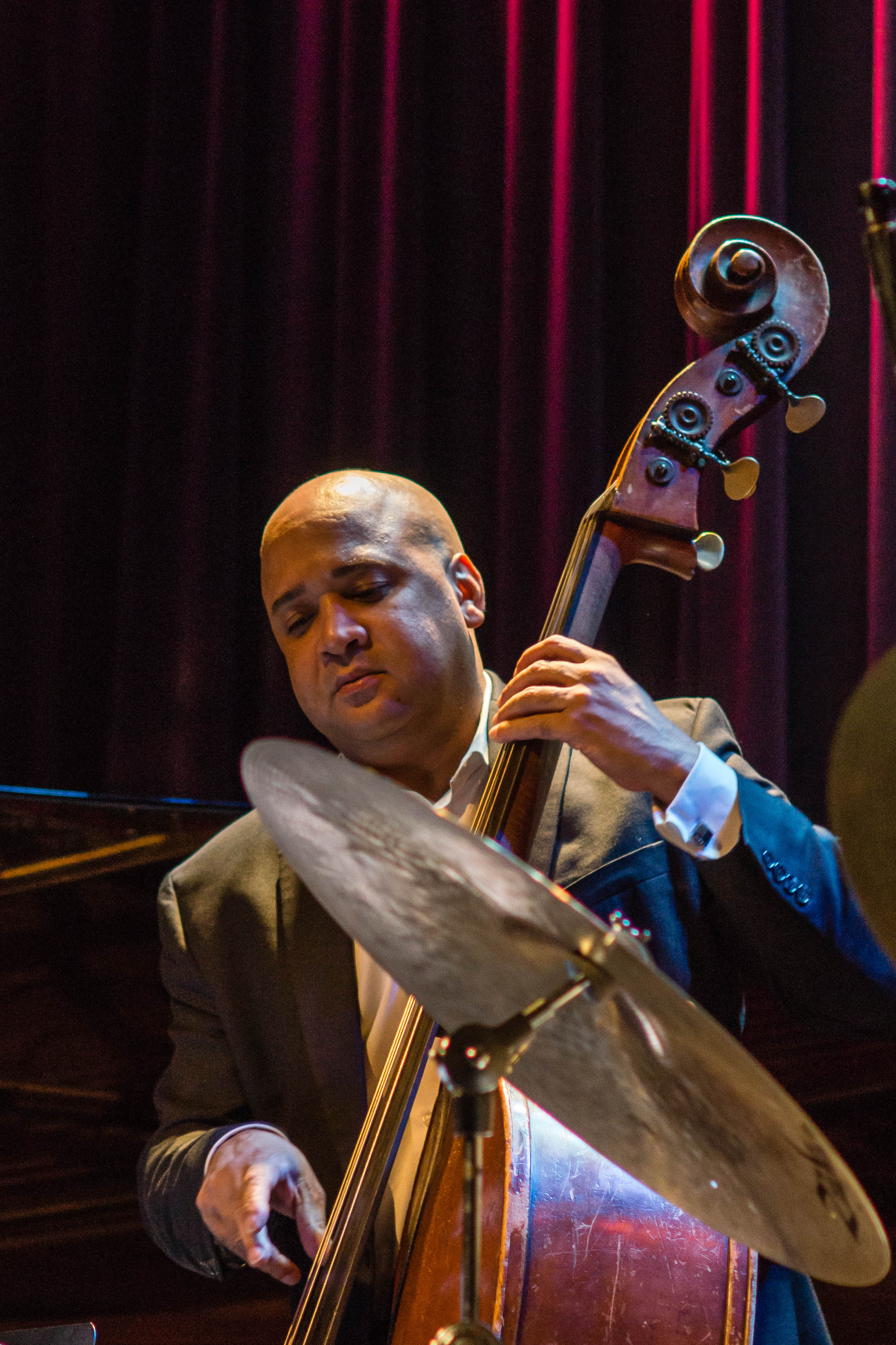
Peter Washington (2012)

Nach Ansicht von Reinhard Köchl, der das Album in Jazz thing rezensierte, habe man Konitz „für sein Alterswerk Frescalalto „ein absolutes Dream Team zur Seite gestellt“. Möglicherweise sei auch beabsichtigt gewesen, dem 88-jährigen Helden unauffällig unter die Arme zu greifen, meint der Autor, denn Konitz’ Ton wirke „nicht nur einmal brüchig, die Intonation bisweilen unsicher und die Kraft limitiert, sodass er dazu übergeht, seine Linien einfach zu singen.“ Wie Barron und die Washingtons allerdings diese Defizite auffingen, sie unauffällig ausglichen und ihren großen Kollegen mitnähmen, ohne ihn bloßzustellen, sei eine Meisterleistung par excellence.“
John Fordham verlieh dem Album drei (von fünf) Sterne und lobte im Guardian: „Nicht viele Jazz-Improvisatoren schaffen es, während einer sechs Jahrzehnte dauernden Karriere neugierig, unberechenbar, nicht kategorisierbar und unterhaltsam zu bleiben,“ aber der 88-jährige Konitz sei „eine bedeutende Ausnahme.“  Konitz agiere ohne Eile und seitlich melodiös in Stella by Starlight. Sein Einstieg auf halbem Weg durch Thingin sei zeitlich tadellos abgestimmt, meint Fordham. Mit seinem Gesang klinge er wie Mark Murphy, wie er sehr langsam Darn That Dream singe, und im swingenden „Karys Trance“ sei er ausgeglichen und besinnlich. Für Konitz-Fans seien solche Momente es faszinierend, meint der Autor – aber erstmalige Erforscher dieses einzigartigen Künstlers sollten vielleicht etwas weiter vorne in seiner Karriere beginnen.
Ian Patterson schrieb in All About Jazz, da Konitz’ Kraft mit zunehmendem Alter zwangsläufig etwas nachlasse, mag Frescalalto in seiner umfangreichen Diskografie wohl nicht als wesentliche Aufnahme gelten, aber es gibt immer noch viel zu genießen in seinem Spiel – hauptsächlich die tiefempfundene Lyrik, die meisterhafte melodische Verschönerung und die Aufrichtigkeit, die die Eckpfeiler seiner 70-jährigen Karriere waren.
Nach Ansicht von Cormac Larkin (Irish Times) beweise der Saxophonist, der 1949 seine lange Karriere als Musiker bei Miles Davis’ Birth of the Cool begann, hier dennoch, dass er eines der originellsten und wirklich improvisatorischsten Talente im Jazz bleibe. Konitz habe sich immer wie ein Mann angehört, der nach dem am wenigsten offensichtlichen Weg durch einen Standard gesucht habe, und hier, vermeide aber in einer Menge ergrauter Schlachtrösser unerschütterlich Klischees. Frescalalto sei der Klang eines ehrwürdigen musikalischen Geistes, so der Autor – „eine der letzten lebendigen Verbindungen zur klassischen Jazz-Zeit - immer noch scharf, immer noch suchend, immer noch in der Lage, überraschend zu klingen“.

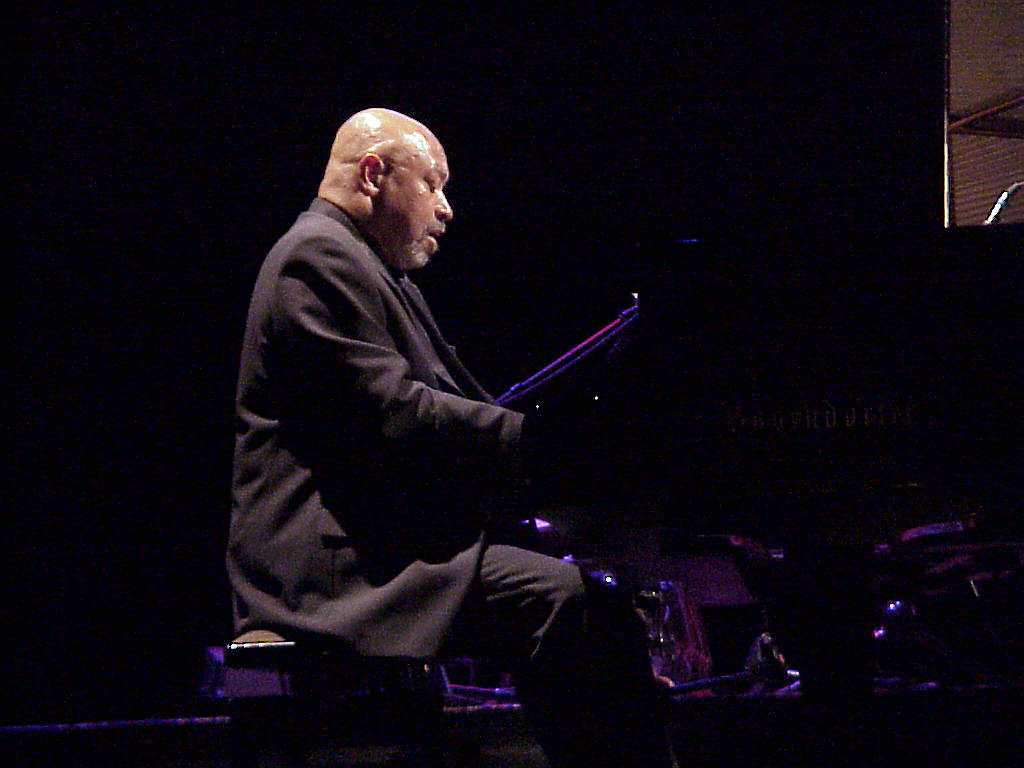
Kenny Barron (2001)

Peter Bacon äußerte in London Jazz News Vorbehalte gegenüber Konitz’ Gesangsqualitäten: „Ich bin ein ziemlicher Fan der [normalerweise] nicht singenden Sänger - Burt Bacharach macht ein wunderbar urbanes „Hasbrook Heights“ und Charlie Hadens „Wayfaring Stranger“ [auf The Art of the Song (1999)] ist zum Beispiel eine ergreifende Freude – aber Konitz geht sogar über meinen Genuss hinaus.“ Mehr kann der Autor dessen Saxophonspiel abgewinnen; es sei „das Maximum, das ein Mann in seinem Alter aufbringen kann, was bedeutet, auf das Minimum reduziert zu sein; melodisch immer noch einen neuen Weg suchen – und oft finden – um die bekannten Verse und Chrorusse herum; rhythmisch klug, auch wenn es dynamisch verringert wird.“